# Teatro Ponchielli

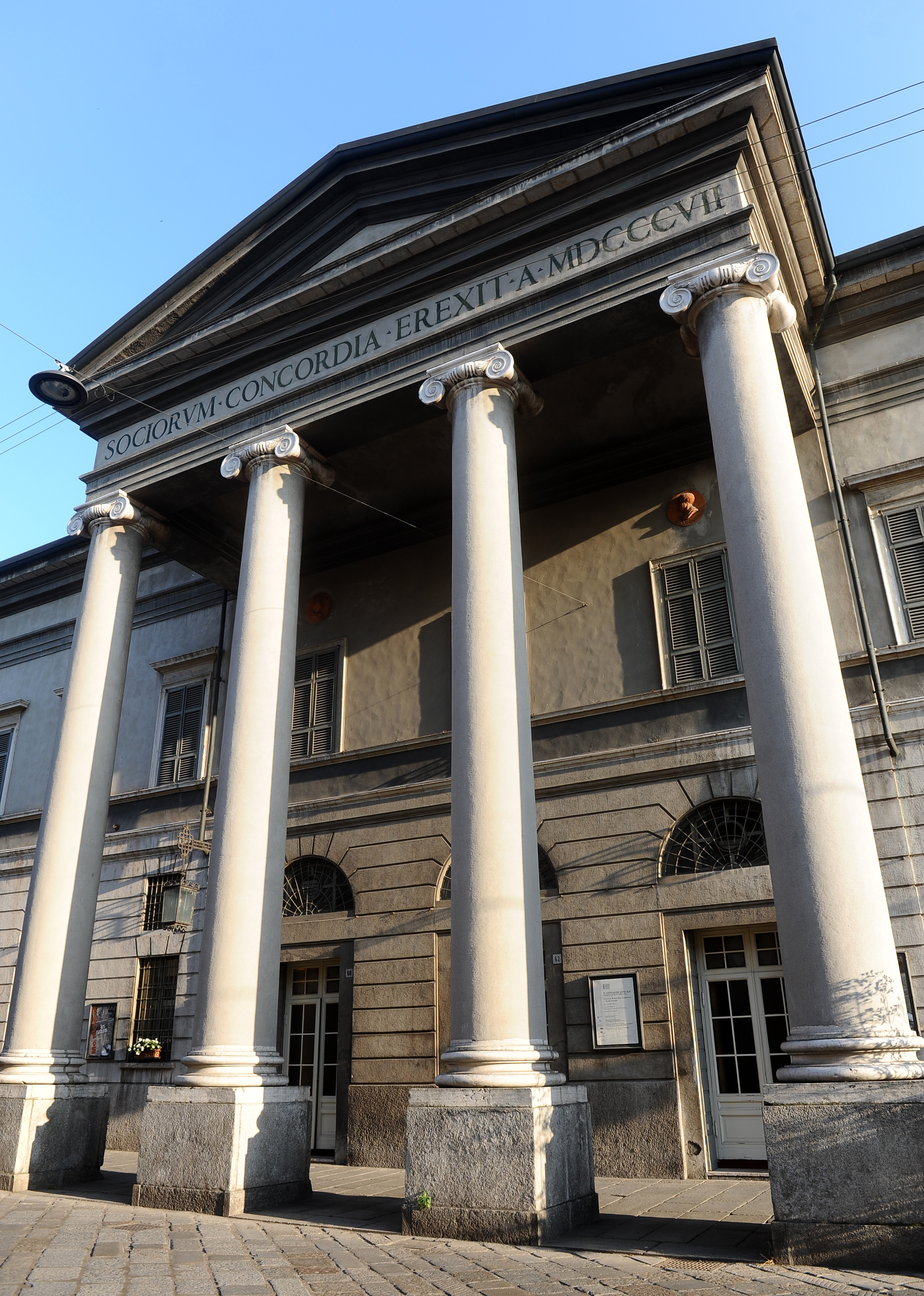
Teatro Ponchielli

Das Teatro Ponchielli in Cremona ist ein Opernhaus, das 1806 von dem Architekten Luigi Canonica auf den Ruinen des Teatro della Società, das zuvor durch einen Brand zerstört worden war, erbaut wurde.
Es wurde 1907 nach Amilcare Ponchielli anlässlich seines hundertjährigen Bestehens benannt.